# Vibranium
Vibranium là một kim loại giả tưởng trong xuất hiện lần đầu tiên trong bộ phim Captain America: Kẻ báo thù đầu tiên.
Một chiếc lá chắn hình tròn, không thể phá hủy bằng tác động vật lý được sáng chế bởi Horward Stark (cha của Tony Stark) được cấp cho sĩ quan Steve Rogers trong các nhiệm vụ chiến đấu. Thành phần chính của chiếc lá chắn là vibranium, được hợp kim với thép.
Toàn bộ trữ lượng kim loại này nằm ở dưới lòng đất vương quốc Wakanda, châu Phi. Trên thế giới, đây là một thứ kim loại cực hiếm, cứng và nhẹ hơn thép, có khả năng hấp thụ động năng hoàn toàn. Điều này làm cho vật liệu vibranium gần như không thể bị phá hủy, vì mọi nỗ lực gây tác động tổn hại vật lý lên vật liệu sẽ bị phủ định ở cấp độ tinh thể.